# Pablo Zabaleta
Pablo Javier Zabaleta Girod [pablo sabaleta] (* 16. ledna 1985, Buenos Aires, Argentina) je bývalý argentinský fotbalový obránce a reprezentant, do roku 2020 hráč anglického klubu West Ham United.

## Klubová kariéra
V Argentině hrál za San Lorenzo de Almagro, odkud přestoupil v roce 2005 do španělského RCD Espanyol. V létě 2008 přestoupil do anglického Manchesteru City. V létě 2017 přestoupil v rámci Premier League do West Hamu United.

## Reprezentační kariéra

### Mládežnické reprezentace
Reprezentoval Argentinu v mládežnických kategoriích.
Zabaleta byl členem argentinského mládežnického výběru do 20 let na Mistrovství světa U20 2003 konaném ve Spojených arabských emirátech, kde Argentina obsadila konečné čtvrté místo; a také na dalším turnaji v roce 2005 v Nizozemsku, kde tentokrát vyhrál s Argentinou zlato po finálové výhře 2:1 nad Nigérií.
V roce 2008 byl v kádru argentinské reprezentace U23, která vyhrála zlatou medaili na Letních olympijských hrách 2008 v Číně po výhře 1:0 nad Nigérií.

### A-mužstvo
Od roku 2005 je členem národního týmu Argentiny.
Trenér Alejandro Sabella jej vzal na Mistrovství světa 2014 v Brazílii. Ve finále s Německem Argentina prohrála 0:1 v prodloužení a získala stříbrné medaile.

## Úspěchy
- Tým roku Premier League podle PFA – 2012/13[8]